# Absolute Let's Dance opus 10
Absolute Let's Dance opus 10, kompilation i serien Absolute Dance udgivet i 1995. 

## Spor
1. The Original – "I Luv U Baby" (Radio Edit)
2. The Outhere Brothers – "La La La Hey Hey" (O.H.B. Airplay Edit)
3. Cut 'N' Move – "Real Emotion" (Album Version)
4. E-Rotic – "Willy Use A Billy Boy" (Radio Edit)
5. Real McCoy – "Come And Get Your Love" (Radio Edit)
6. Haddaway – "Catch A Fire" (Radio Edit)
7. Sonic Dream Collective – "Oh, Baby All" (Radio Version)
8. Celvin Rotane – "I Believe" (Radio Vocal Version)
9. Magic Affair – "The Rhythms Makes You Wanna Dance" (Single Edit)
10. Alexia feat Double You – "Me And You" (Radio Edit)
11. Candy Girls feat. Sweet Pussy Pauline – "Fee Fi Fo Fum" (Radio Edit)
12. Papa Dee – "The First Cut Is The Deepest" (Single Edit)
13. Umboza – "Cry India" (Radio Edit)
14. Clubzone feat. Ricardo Lyte & Beverli Skeete – "Passion Of The Night" (Radio Edit)
15. Trancylvania feat. Ricky- "Colour Of Love" (Radio Mix)
16. Urd – "Release That Soul" (Album Version)
17. Clock – "Everybody" (Short)
18. Nadine Renee – "Don't Take Your Love Away" (Radio Edit)
19. DJ Paul Elstak – "Luv U More" (K & A's Radio Blast)
20. Obsession – "Only Wanna Be With You" (7 Inch Mix]